# 核糖核酸酶
核糖核酸酶（英語：ribonuclease，常用縮寫：RNase）或稱RNA酶，是一種可將RNA水解成小分子組成的核酸酶（nuclease）。可粗分為核糖核酸內切酶（endoribonuclease）與核糖核酸外切酶（exoribonuclease），這些酶分別歸屬於EC 2.7（磷酸化酶）與EC 3.1（水解酶）中的多個次分類。

## 外部連結
- IUBMB Enzyme Database for EC 3.1 （页面存档备份，存于）
- Integrated Enzyme Database for EC 3.1 （页面存档备份，存于）